# Saint-Léonard, Vosges
Saint-Léonard är en kommun i departementet Vosges i regionen Grand Est (tidigare regionen Lorraine) i nordöstra Frankrike. Kommunen ligger i kantonen Fraize som tillhör arrondissementet Saint-Dié-des-Vosges. År 2022 hade Saint-Léonard 1 379 invånare.

## Befolkningsutveckling
Antalet invånare i kommunen Saint-Léonard
| Referens: INSEE |